# Pollenia rungsi
Pollenia rungsi este o specie de muște din genul Pollenia, familia Calliphoridae, descrisă de Seguy în anul 1953. Conform Catalogue of Life specia Pollenia rungsi nu are subspecii cunoscute.